# Ротселар
Ротселар (на нидерландски: Rotselaar) е селище в Централна Белгия, окръг Льовен на провинция Фламандски Брабант. Намира се на 6 km северно от град Льовен. Населението му е около 15 100 души (2006).